# Polist (Lovat)
La rivière Polist (en russe : Поли́сть) est un cours d'eau de Russie et un affluent gauche de la rivière Lovat. Selon une légende son nom a été donné par Prince Ruse, un des deux héros du Conte de Sloven et de Rus et de la ville de Slovensk, et fondateur légendaire de Staraïa Roussa, du nom de son épouse Polina.

## Géographie
La Polist arrose les oblasts de Pskov et Novgorod.C'est un émissaire du lac Polisto. Sa longueur est de 176 km, qui draine un bassin de 3 630 km2. Elle coule vers le nord-est et se jette dans la Lovat au niveau de son delta dans la plaine de Priilmensk qui est à quelques kilomètres au-dessus du confluent de Lovat et Ilmen.
La Polist arrose la ville historique de Staraïa Roussa, en aval de laquelle elle est navigable.
Ses plus grands affluents sont l'Holynya, la Snezha (à gauche) et le Porus (à droite).

## Source
- (ru) Grande Encyclopédie soviétique